# Friedrich Harth (Flugzeugkonstrukteur)
Friedrich Harth (* 6. Oktober 1880 in Zentbechhofen; † 19. August 1936 in Bamberg) war ein deutscher Segelflugpionier. Zwischen 1908 und 1923 baute Harth zwölf verschiedene Segelflugzeugtypen und legte die Fundamente für die Entwicklung des Segelflugs.

## Leben
Harth war der Sohn eines Oberförsters und besuchte die Volksschule in Bamberg, das Gymnasium in Landshut und machte sein Abitur in München. Neben seinem anschließenden Architekturstudium beschäftigte er sich mit den Erkenntnissen des ersten deutschen Gleitfliegers Otto Lilienthal und begann nach seiner Rückkehr nach Bamberg, einen Gleiter zu bauen. Er baute sich Flügel, schnallte sie sich mit einem Gürtel um den Körper und testete sie. Kurz darauf begann er ab 1909 neben seinem Beruf als Regierungsbaumeister mit dem Bau von Gleitflugzeugen.
Zusammen mit seinen Helfern tüftelte Harth an Gleitern, 1910 starteten die ersten Gleitversuche auf der Ludwager Kulm, einer Jura-Erhebung unweit von Bamberg, deren Plateau und steiler Westabhang ein guter Startplatz waren. Die Gleiter bestanden aus einem offenen oder geschlossenen Rumpf mit fester Höhenflosse. Die Anstellwinkel der Tragflächen konnten gleichsinnig oder gegensinnig verändert werden, um so als Höhenruder oder Querruder zu dienen. Rückschläge blieben aber nicht aus, denn im November wurde das Fluggerät bei einem Aufprall auf gefrorenem Boden stark beschädigt. Doch Harth verfolgte unbeirrt sein Ziel. Erkenntnisse aus den fehlgeschlagenen Versuchen nutzte er, um neue, bessere Gleitflugzeuge zu bauen. Wesentliches Merkmal der harthschen Gleiter blieb aber die Drehflügelsteuerung.
Zu diesem Zeitpunkt stand er als Oberbaurat schon in Diensten der Stadt und verbrachte seine Freizeit mit Konstruieren und Testen seiner Flugmaschinen. Schon bald hatte er dabei Willy Messerschmitt als Helfer gewonnen, den 15-jährigen Sohn eines Bamberger Weinhändlers, der später sein Schüler wurde. Nach dem Ausbruch des Ersten Weltkriegs wurde Harth zum Militärdienst eingezogen und musste seine Versuche  vorerst unterbrechen, jedoch baute Messerschmitt nach seinen Plänen den Gleiter S 5. Während eines Heimaturlaubs gelangen am Heidelstein schon Flüge von 20 m Höhe und bis 300 m Weite. 1916 erfolgte seine Versetzung nach Schleißheim, wo er Flugzeugkonstruktion unterrichtete und seine nächste Konstruktion S 6 entstand, mit der er nach einem fast dreiminütigen Flug mit Überhöhung einen im Vergleich zum Startpunkt 15 m höher gelegenen Landeplatz erreichte. Seine nächste Konstruktion S 7 entstand im Frühsommer 1919 während seiner Tätigkeit bei den Bayerischen Flugzeugwerken, zu denen er nach dem Ende des Krieges gewechselt war.
Am 13. September 1921 absolvierte Harth auf dem Heidelstein in der Rhön mit seinem Harth-Messerschmitt-Eindecker S 8 einen Segelflug von 21:27 Minuten. Dies war eine neue Bestleistung im Dauerflug, während der er abstürzte und einen doppelseitigen Schädelbruch, eine schwere Gehirnerschütterung und einen Beckenbruch erlitt, wovon er sich nie wieder ganz erholte. 1924 verlor Harth dauerhaft seine Anstellung und verarmte in den nächsten Jahren; die letzten drei Jahre vor der Machtübernahme der Nationalsozialisten lebte er von der Wohlfahrt. 
Harth trat vermutlich Juni 1925 der NSDAP bei (Mitgliedsnummer 7.857) und wurde in den Stadtrat von Bamberg gewählt, allerdings aus diesem 1929 ausgeschlossen.

## Nachlass
Friedrich Harths Nachlass gelangte 1937 in die Staatsbibliothek Bamberg (Signatur: Msc.Misc.582m).